# Pisieu
Pisieu är en kommun i departementet Isère i regionen Auvergne-Rhône-Alpes i sydöstra Frankrike. Kommunen ligger i kantonen Beaurepaire som tillhör arrondissementet Vienne. År 2022 hade Pisieu 526 invånare.

## Befolkningsutveckling
Antalet invånare i kommunen Pisieu
Referens:INSEE